# Irish Open 1925
Die Irish Open 1925 waren die 19. Austragung dieser internationalen Meisterschaften von Irland im Badminton. Sie fanden Anfang Februar 1925 in Bray statt.

## Finalergebnisse
| Disziplin    | Sieger                         | Finalist                        | Ergebnis    |
| ------------ | ------------------------------ | ------------------------------- | ----------- |
| Herreneinzel | G. S. B. Mack                  | Frederick A. Kennedy            | 15-0, 15-2  |
| Dameneinzel  | Margaret Tragett               | K. M. Cochrane                  | 13-10, 14-9 |
| Herrendoppel | G. S. B. Mack R. A. J. Goff    | M. Overend Frederick A. Kennedy | 15-4, 15-6  |
| Damendoppel  | A. M. Head M. Homan            | Louisa Plews Ada Good           | 15-8, 15-6  |
| Mixed        | G. S. B. Mack Margaret Tragett | M. Overend A. M. Head           | 15-5, 15-6  |